# Malo Palančište
Malo Palančište su naseljeno mjesto u sastavu općine Prijedor, Republika Srpska, BiH.

## Stanovništvo
| Malo Palančište    |              |
| godina popisa      | 1991.        |
| Srbi               | 144 (97,30%) |
| Hrvati             | 0            |
| Muslimani          | 0            |
| Jugoslaveni        | 4 (2,70%)    |
| ostali i nepoznato | 0            |
| ukupno             | 148          |